# پسکه
پسکه (به ایتالیایی: Pesche) یک کومونه در ایتالیا است که در استان ایسرنیا واقع شده‌است. پسکه ۱۲٫۷ کیلومتر مربع مساحت و ۱٬۴۵۹ نفر جمعیت دارد.